# Mohammad Ali Sadjadi
Mohammad Ali Sadjadi (né en 1957 dans la Province de Mazandaran au Nord de l'Iran) est un artiste persan, à la fois réalisateur, écrivain et poète. 
Il réalise son premier film à l'âge de 26 ans. La majorité de ses films sont des films policiers et des thrillers psychologiques. 

## Filmographie
- 1981 : Jadde
- 1983 : Bazjooyi-e yek jenayat
- 1987 : Gomshodegan
- 1987 : Ganj
- 1988 : Chon baad
- 1990 : Gozal
- 1992 : Afsaneye mah-palang
- 2000 : Shifteh
- 2001 : Rang-e shab
- 2002 : Asiri
- 2004 : Jenayat
- 2006 : Shoorideh